# Solieria vicina
Solieria vicina là một loài ruồi trong họ Tachinidae.